# 布兰登·蒂纳
布兰登·蒂纳 （英語：Brandon Teena，1972年12月12日—1993年12月31日），原名蒂娜·雷内·布兰登（Teena Renae Brandon），是一名美国跨性别男性。他在遭到强奸后，与菲利普·迪瓦恩（Phillip DeVine）和丽莎·兰伯特（Lisa Lambert）一同在内布拉斯加州的洪堡遇害。1999年上映的奥斯卡金像奖获奖影片《男孩不哭》以他的生平作为题材，其部分基于1998年上映的纪录电影《蒂纳·布兰登的故事》，两部电影都揭示了法律与医疗上的歧视是导致蒂纳惨死的主要原因。
蒂纳的谋杀案与另一起针对LGBT群体的马修·谢巴德谋杀案一道推动美国对仇恨犯罪修法的游说。

## 生平
布兰登·蒂纳出生于内布拉斯加州的林肯市。在布兰登出生前八个月，他的父亲就因一场车祸在兰开斯特县去世，母亲乔安（JoAnn）将他抚养长大。他是乔安的第二个孩子，乔安以家里德国牧羊犬的名字“蒂娜·玛丽”（Tina Marie）给他取名。蒂纳和姐姐塔米（Tammy）还有外祖母一同住在林肯，直到蒂纳3岁、塔米6岁时乔安才将其接走。一家人居住在位于林肯市东北部的松树林移动房屋公园。乔安在领到残疾人补助金后，到了林肯市的一家女装零售店当收银员来养家糊口。小时候，蒂纳和塔米常年被舅舅性侵，为此，蒂纳在1991年寻求心理咨询。乔安在1975年到1980年间再婚。蒂纳的家人形容蒂纳从小就是个假小子（tomboy），青春期时，蒂纳开始认为自己是男性，并在此期间与一名女同学约会。乔安拒绝承认蒂纳的男性认同，仍然称呼他为“女儿”。有几回，蒂纳宣称自己是一名双性人。
蒂纳和姐姐就读于林肯的圣玛丽小学和庇护十世中学，在学校里，蒂纳被有些人认为是有社交障碍。在二年级时，蒂纳因向学校司铎抗议天主教中有关性禁欲和同性恋的观点而拒绝信教。他也在学校开始出现逆反心理，违反学校的着装规定，穿着也更加男性化。在高中最后一学年的第一学期，一位来自美国陆军的征兵人员来到这所学校，鼓励学生应征入伍。于是蒂纳在他18岁生日后不久便应征加入美国陆军，希望能在沙漠之盾行动中服役，可蒂纳因为在笔试中将自己的性别列为男性而未能入伍。
1990年12月，蒂纳跟朋友一起去假日滑板公园。他束起自己的胸部，让自己看起来更像男生。18岁的蒂纳与一名13岁的女孩约会，还见到了女孩的朋友——14岁的希瑟，且开始定期穿着男装。在临近毕业的几个月，蒂纳变得异常外向，被同学们称作“班里的活宝（Class Clown）”。蒂纳也开始逃学，学习成绩也不理想，最终在1991年6月被学校开除，当时距离毕业只剩三天。
1991年夏天，蒂纳与希瑟相恋，这是蒂纳的第一段正式恋情。不久后，蒂纳开始在加油站工作，并打算给自己和希瑟买一辆拖车房。可乔安并不认同他们之间的关系，并说服塔米跟随蒂纳与希瑟，看他们二人是处于柏拉图式的关系还是性爱关系。
1992年1月，蒂纳接受了一次精神状况评估，结论是蒂纳患有严重的“性别认同危机”。之后，他被带往兰开斯特县危机中心，以确保他不会自杀。三天后，他离开了危机中心，并开始接受治疗，有时乔安与塔米也会陪同。在治疗时，他不愿谈论自己的性取向，但在最后他还是透露了自己被强奸的事实，治疗持续了两周时间。
1993年，在经历了一些法律纠纷后，蒂纳搬到了内布拉斯加州理查森县的福尔斯城地区，在那里，他只认为自己是男人。随后，他和几位当地居民成了朋友。在搬进丽莎·兰伯特的家后，蒂纳开始跟兰伯特的朋友——18岁的拉娜·蒂斯德尔约会并跟前罪犯约翰·洛特（1971年5月31日生）和马文·托马斯·“汤姆”·尼森（1971年10月22日生）来往。
1993年12月19日，蒂纳因伪造支票被捕，蒂斯德尔拿她父亲的钱交了保释金。蒂纳被关在监狱的女囚区，蒂斯德尔方得知其为跨性别者。之后当蒂斯德尔询问他的性别时，他则称自己是做过变性手术的双性人，之后他们继续约会。但在一场有关《男孩不哭》改编的诉讼中，蒂斯德尔对上述文句提出异议。蒂纳被捕的消息登在当地的报纸上，而上面所刊登的是他的本名，随即，他的熟人便得知他自出生起便被指定为女性。

## 被害
在圣诞夜派对上，洛特和尼森抓住蒂纳，强迫他脱下内裤，以向蒂斯德尔证明蒂纳拥有阴道。蒂斯德尔只在被他们强迫时看了一眼，但她一言未发。之后，二人殴打蒂纳，并强迫他上车。他们行驶到理查森县的一家肉类加工厂时，向蒂纳施暴并将其轮奸。随后他们返回尼森家，并要蒂纳去洗澡。蒂纳从尼森家浴室的窗户里爬出来，逃到了蒂斯德尔家。虽然尼森和洛特警告蒂纳不要将轮奸一事告诉警察，否则“会让他永远闭嘴”，但蒂斯德尔仍然说服蒂纳向警方报案。蒂纳又前往医院急诊室，那里有组装好的标准性侵取证套盒，但之后却丢失了。警长查尔斯·B·劳克斯（Charles B. Laux）询问蒂纳被强奸的经过。据传，劳克斯似乎对蒂纳的跨性别身份很感兴趣，但蒂纳认为他的问题过于冒犯且没有必要而拒绝回答。尼森和洛特收到消息后，开始寻找蒂纳，但他们并未找到。三天后，警察對他们進行了審訊。由於缺乏證據，警長拒絕逮捕二人。
1993年12月31日凌晨1點左右，尼森與洛特駕車闖入蘭伯特家。蘭伯特躺在床上，二人便要挾她說出蒂納的下落，而她則拒絕透露。尼森進行了搜查並發現了躺在床下的蒂納。二人又詢問蘭伯特家裡是否還有其他人，她回答道，菲利普·迪瓦恩和她住在一起，當時他在跟蒂斯德爾的姐姐交往。隨後，他們在蘭伯特的孩子面前射殺了迪瓦恩、蘭伯特與蒂納。尼森後來在法庭上作證時曾說，他注意到蒂納當時在抽搐，於是叫洛特給了他一把刀，尼森用這把刀刺入蒂納的胸部，以確保他沒有假死。之後兩人逃走，後被警方逮捕並指控其謀殺。
蒂納葬於林肯市的林肯紀念公墓，他的墓碑上刻著他的出生名以及“女兒、妹妹與朋友”的墓志銘。
尼森指控洛特犯有谋杀罪，作为减刑的交换，他承认自己是强奸及谋杀案的从犯，并作了不利于洛特的证词，被判处终身监禁。洛特否认了尼森证词的真实性，他的证词也遭到质疑。最后，陪审团裁定洛特犯谋杀罪判处死刑。洛特和尼森都对他们的判决提出上诉。2007年9月，尼森撤回了对洛特不利的证词。他声称他是唯一杀害蒂纳的人，而洛特并未犯下谋杀罪。2009年，洛特利用尼森的新证词所提出的上诉被内布拉斯加州最高法院驳回。法院认为，即使尼森修改了证词，但洛特与尼森都参与了谋杀，故开枪者的具体身份在法律上已无关紧要。2011年8月，由美国联邦第八巡回上诉法院三位法官所组成的合议庭因意见不一而驳回了约翰·洛特的上诉。2011年10月，第八巡回上诉法院驳回了洛特要求合议庭再审或由第八巡回上诉法院全体法官全院庭审（en banc）的要求。之后，洛特请求美国最高法院复查他的案件。最高法院拒绝复查，并驳回了他2012年3月19日的调卷令申请，以及他2012年4月23日请求进一步上诉的申请，维持定罪。2018年1月22日，洛特的第三次上诉被美国最高法院驳回。

## 身后
由于蒂纳生前未曾接受激素疗法，也未曾做过性别重置手术，因此有时媒体记者会把蒂纳当成是女同性恋者。而一些报道也指出蒂纳计划去做性别重置手术。
乔安·布兰登以理查森县和劳克斯警长未能挽救布兰登为由将其起诉，并指控其间接造成布兰登遇害。1999年9月，在福尔斯城举行的听证会上，乔安胜诉，并获得80000美元的赔偿。而地方法院法官奥维尔·科迪（Orville Coady）基于尼森与洛特的责任，将赔偿金减少了85%，且因布兰登被指控犯有共同过失而再减少1%，使得判处理查森县和劳克斯的剩余责任赔偿金额为17360.97美元。2001年，内布拉斯加州最高法院推翻了先前的判决，恢复了原先八万美元的精神损失赔偿，另付6223.20美元的丧葬费用。2001年10月，同一位法官判处原告额外获得12000美元的赔偿：其中的5000美元作为布兰登的非正常死亡赔偿；另外7000美元作为蓄意造成布兰登情绪困扰的赔偿。在谋杀案发生后，劳克斯还因为对待布兰登的态度而饱受批评，一度还称布兰登为“它”。在案件结束后，劳克斯担任理查森县委员会委员和社区委员会委员，退休前还做过校车司机。直到今天，他仍然拒绝谈论他在这场事件中的所作所为，甚至在布兰登被害二十周年之际对联系他的记者破口大骂。
1999年，由金伯莉·皮尔斯执导的电影《男孩不哭》便以蒂纳的故事作为原型，由希拉里·斯旺克饰演蒂纳，科洛·塞维尼饰演蒂斯德尔。斯旺克凭借她精湛的演技夺下奥斯卡最佳女主角奖，塞维尼也获得奥斯卡最佳女配角奖提名。蒂斯德尔起诉电影制片人在电影上映前未经允许使用她的名字和肖像。她声称这部电影把她形容成了一个“懒惰的白色垃圾、一条令人生厌的蛇”。她还称，电影错误地描绘了在她发现蒂纳是跨性别者后与他接下来的关系。最终，她与电影发行商达成和解，赔偿金额未知。
乔安·布兰登曾公开反对媒体称呼她的孩子为“他”和“布兰登”。在希拉里·斯旺克发表完奥斯卡奖获奖感言后，乔安·布兰登对她感谢“布兰登·蒂纳”并称他为男人感到愤怒。乔安称她“气到爆炸”。她说：“她不该站在那里感谢我的孩子。我很烦这些人将他们一无所知的事归功于自己身上。”然而在2013年，乔安向记者坦诚她已经接受媒体称呼蒂纳为跨性别者。尽管她对《男孩不哭》所描述的情况感到不满，但她仍谈到说：“我很高兴这部电影能够给予他们（同性恋及跨性别权益支持者）一个得以发声的平台。有很多人不理解蒂娜她经历了什么。可现如今，我们总算可以面对这一切。”当问及谋杀案如何影响着她现在的生活时，她回答道：“如果她还在我身边的话，我在想我的生活是否会有所不同。有她在身边一定很开心。她一直以来都是个快乐的孩子。 我想象她会是一个快乐的成年人。 可如果快乐意味着蒂娜要像个男人一样生活，我也毫不介意。”
1998年，郑淑丽创作了互联网交互艺术《布兰登》，作品以布兰登·蒂纳的名字命名。该作品由所罗门·R·古根海姆美术馆委托其创作。作品中的大部分元素与布兰登相关。
2006年，英国双人组合宠物店男孩发行了一首有关蒂纳的歌曲《女孩别哭》（Girls Don't Cry），作为附赠曲目收录于《我与傻瓜在一起》的英国版。温哥华的朋克乐队JPNSGRLS为纪念布兰登·蒂纳发行歌曲《布兰登》，收录在其首张专辑《循环》（Circulation）中。
2018年，首位报道蒂纳谋杀案并将其广泛传播的记者唐娜·明科维茨在《乡村之声》撰文，对自己早年在写报道时对跨性别问题的不理解深表遗憾。